# St. Martin (Amberg)

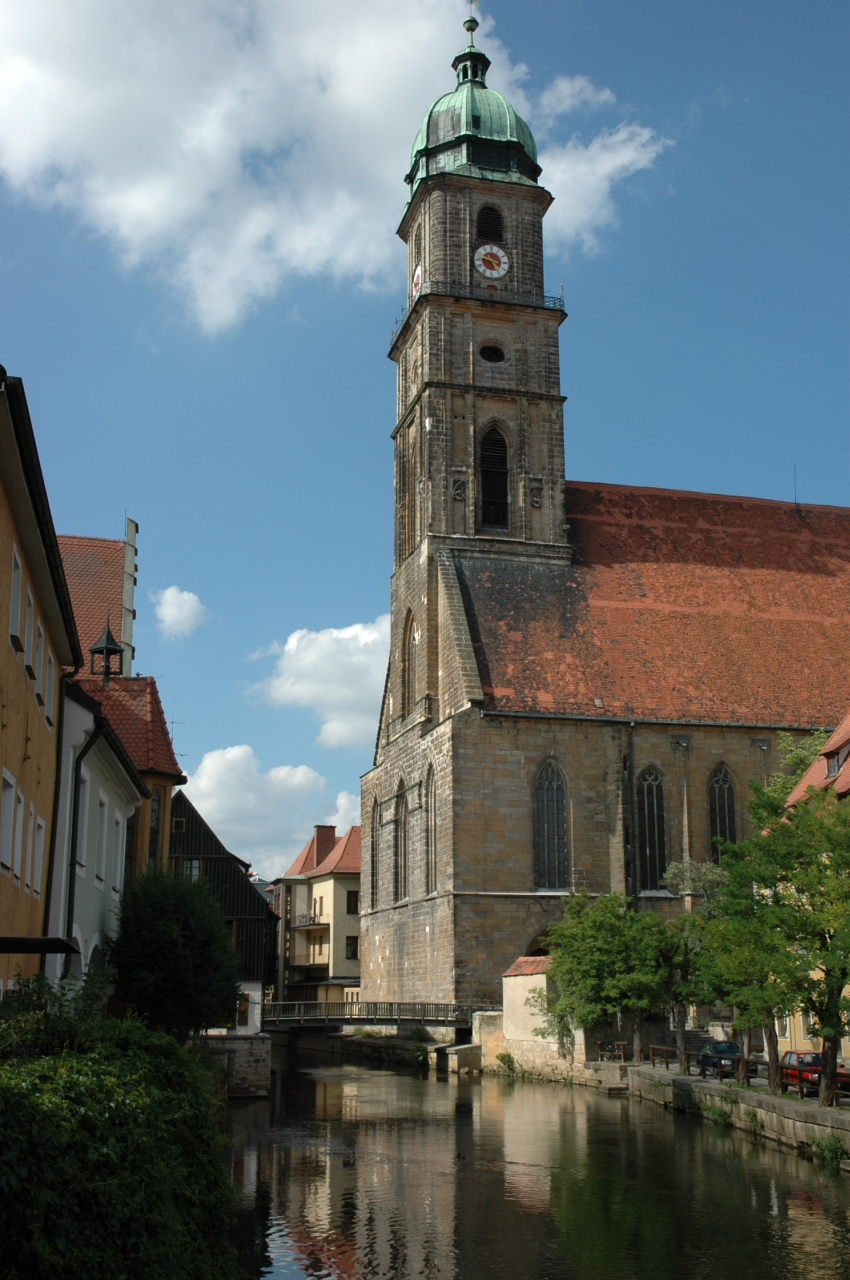
Basilika St. Martin in Amberg

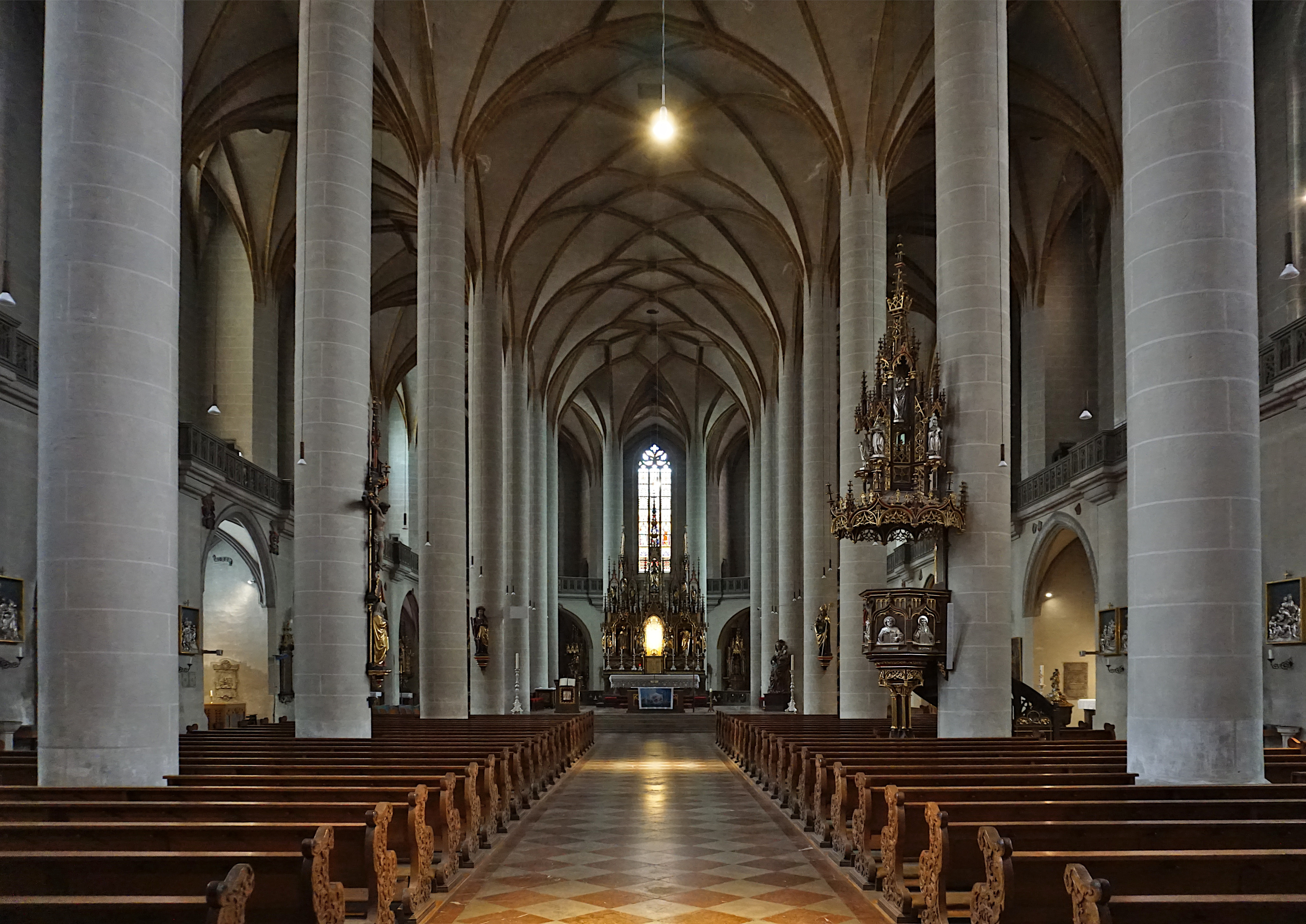
Der Innenraum der Basilika

Die Basilika St. Martin ist eine katholische Pfarrkirche in Amberg in der bayerischen Diözese Regensburg. Sie ist die größte gotische Hallenkirche der Oberpfalz.

## Baugeschichte
Der Vorgängerbau der heute bestehenden St.-Martins-Kirche war eine dreischiffige romanische Basilika mit drei Apsiden, einer Doppelturmfassade und einem Chorturm. Diese Basilika lag auf dem Bereich des heutigen Langhauses. Die an der Südseite des Marktplatzes gelegene Kirche wurde ab 1421 durch die Amberger Bürger im spätgotischen Stil errichtet. Bauform ist eine dreischiffige Hallenkirche mit einem gemeinsamen Dach. Die Kirche hat eine Länge von 72 Metern und eine Breite von 27,8 Metern. Der öffentlich zugängliche Turm hat eine Höhe von fast 92 Metern und prägt damit das Stadtbild von Amberg. Ein Kranz von 19 Kapellen umgibt die Kirche, welche durch eine gemeinsame Empore nach oben abgeschlossen werden. Von der Bauform her wurde St. Martin Vorbild für viele Kirchen im sächsischen Bergbaugebiet, darunter den Freiberger Dom.
Wenige Jahrzehnte nach der Fertigstellung wurden im Zuge der Reformation ab 1544 protestantische Gottesdienste gehalten. Auf Anordnung des Kurfürsten Ottheinrich von der Pfalz erfolgte 1557 durch die Calvinisten ein reformatorischer Bildersturm, sie entfernten die Nebenaltäre und Bildwerke. Später wurde die Kirche vollständig ausgeräumt und die Fresken fielen der Zerstörung anheim.
Nach der Gegenreformation erhielt die Kirche einen neuen barocken Hochaltar mit einem Gemälde von Gaspar de Crayer, einem Schüler von Peter Paul Rubens. Ab 1628 wurde die Kirche so barockisiert. Nach Schäden durch Beschuss 1703 im Spanischen Erbfolgekrieg – dabei gingen auch die alten Glasfenster zu Bruch – erhielt die Kirche eine kostbare Barockausstattung. 1720 gab man dem Turm seine heutige Form; aufgrund schwerer Schäden musste er neu aufgebaut werden. Von der barocken Ausstattung ist heute neben den Wangen des Gestühls nur noch das Altarbild von Caspar de Crayer erhalten. Zwischen 1869 und 1879 erfolgte die Regotisierung des Kirchenbaus. Dabei wurde auch die Westempore eingebaut.
Die heutigen Glasfenster sowie die neugotische Ausstattung stammen von einer Restaurierung Ende des 19. Jahrhunderts. Seit 2003 läuft eine umfassende Renovierung; diejenige des Dachstuhles und des Daches wurde 2009 erfolgreich abgeschlossen, die von Fundament und Turm 2017. Von 2020 bis 2024 erfolgt die intensive Außensanierung der Basilika. Diese betrifft Arbeiten am Naturstein der Kirchenfassade, an den Buntglasfenster sowie Arbeiten an der Elektroinstallation.
Der Dachstuhl ist einzigartig für seine Zeit. Mit Balken und Sparren, die jeweils die Länge von fast 28 Metern aufweisen, wurde eine freitragende Dachkonstruktion aus Ganzholzbalken errichtet, die von Außenwand zu Außenwand reicht.

## Basilica minor
Wegen ihrer Bedeutung für die Region erhob Papst Johannes Paul II. die Pfarrkirche St. Martin am 27. September 1980 mit dem Apostolischen Schreiben Inter templa zur Basilica minor.

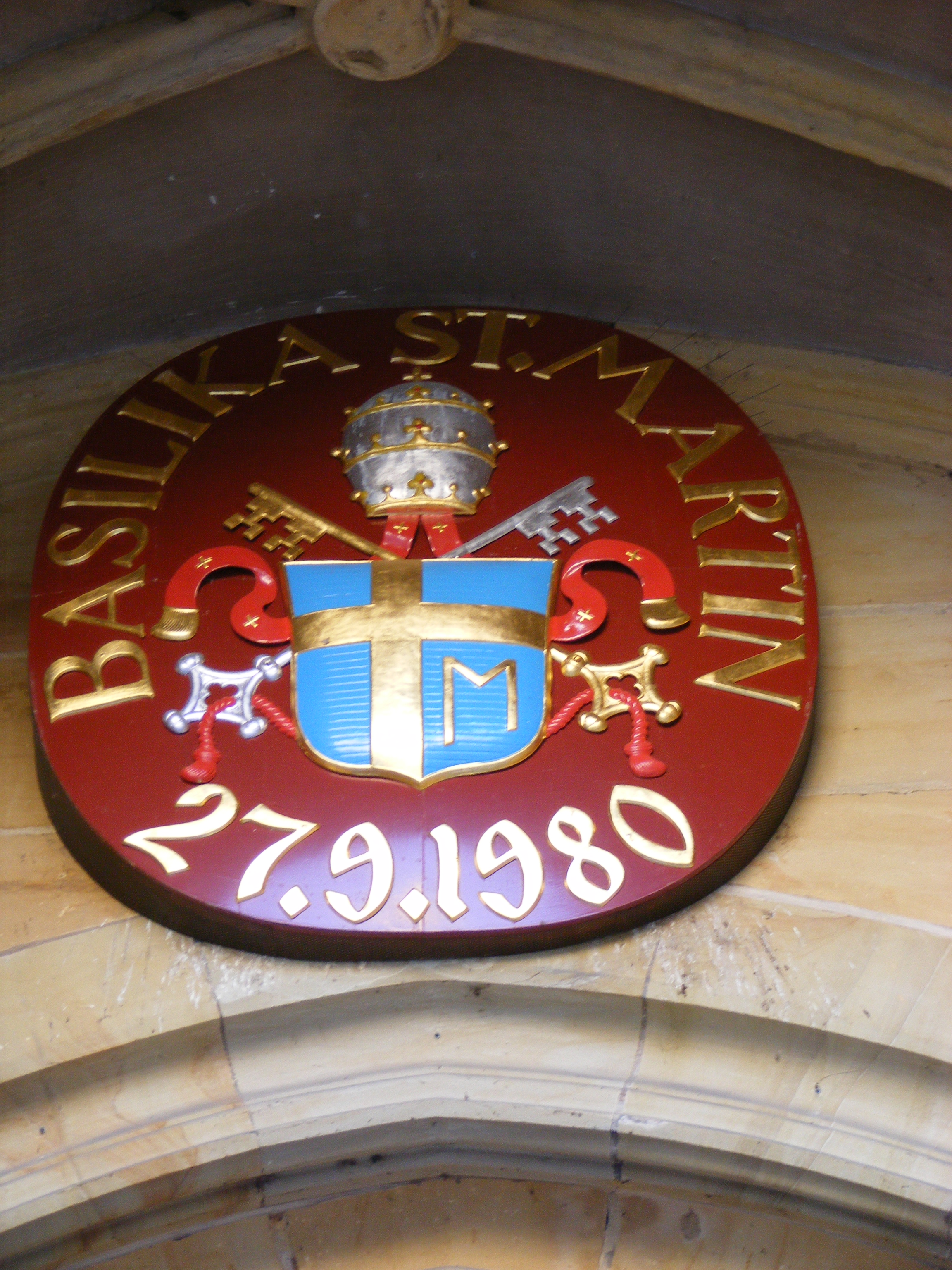
Das päpstliche Wappen über dem Hauptportal
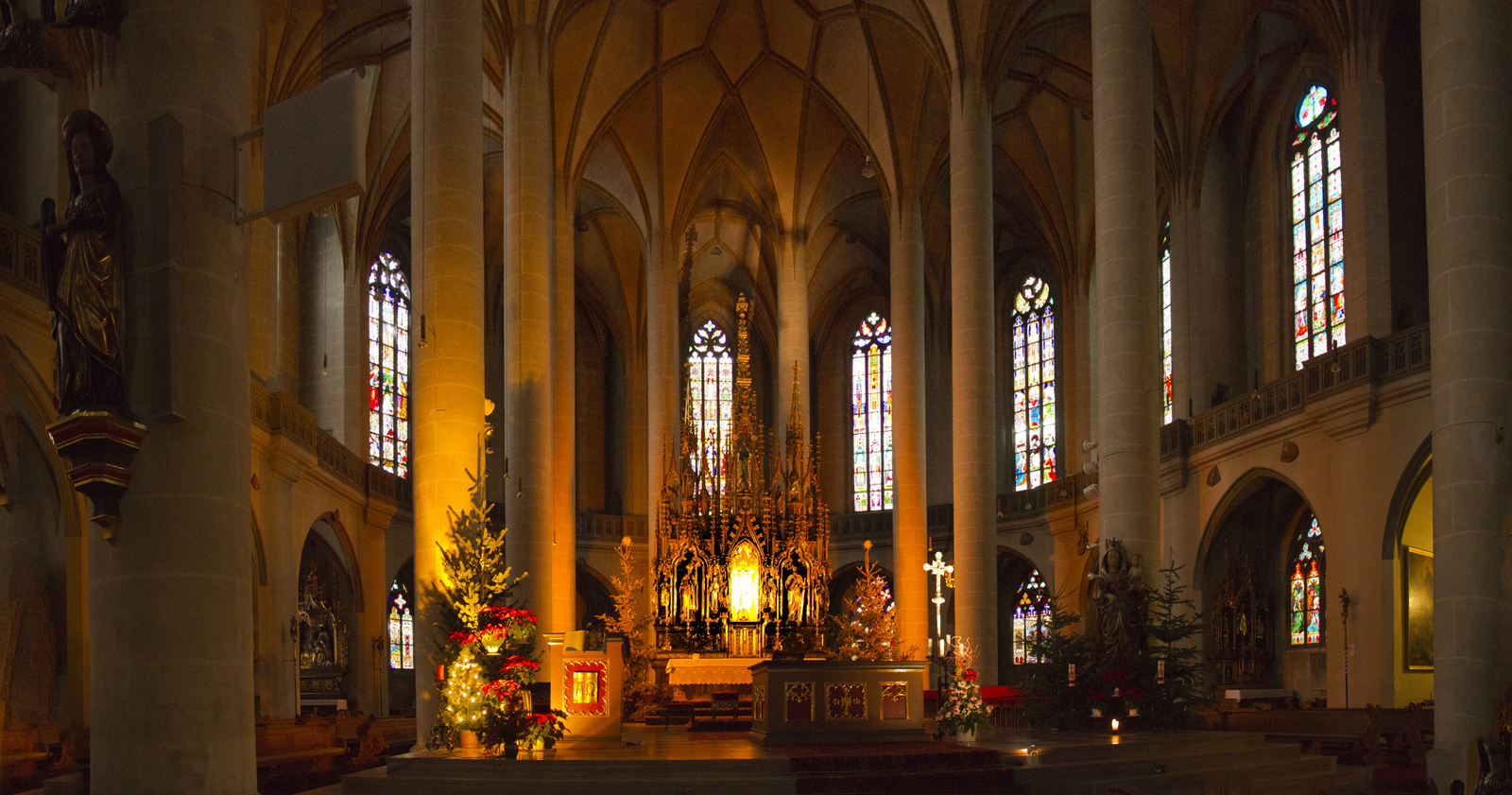
Innenraum mit Altar
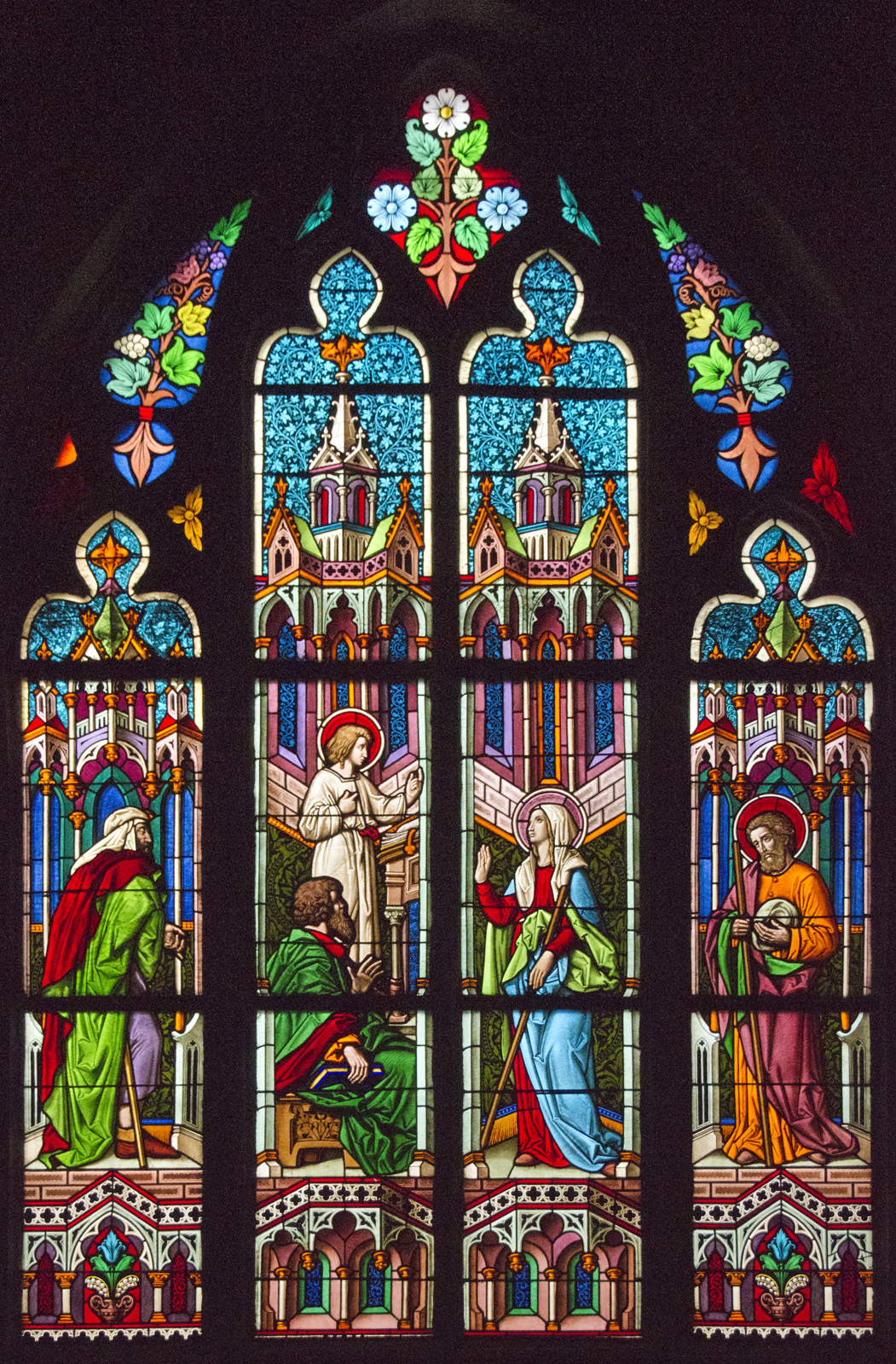
Glasfenster in der Südfassade
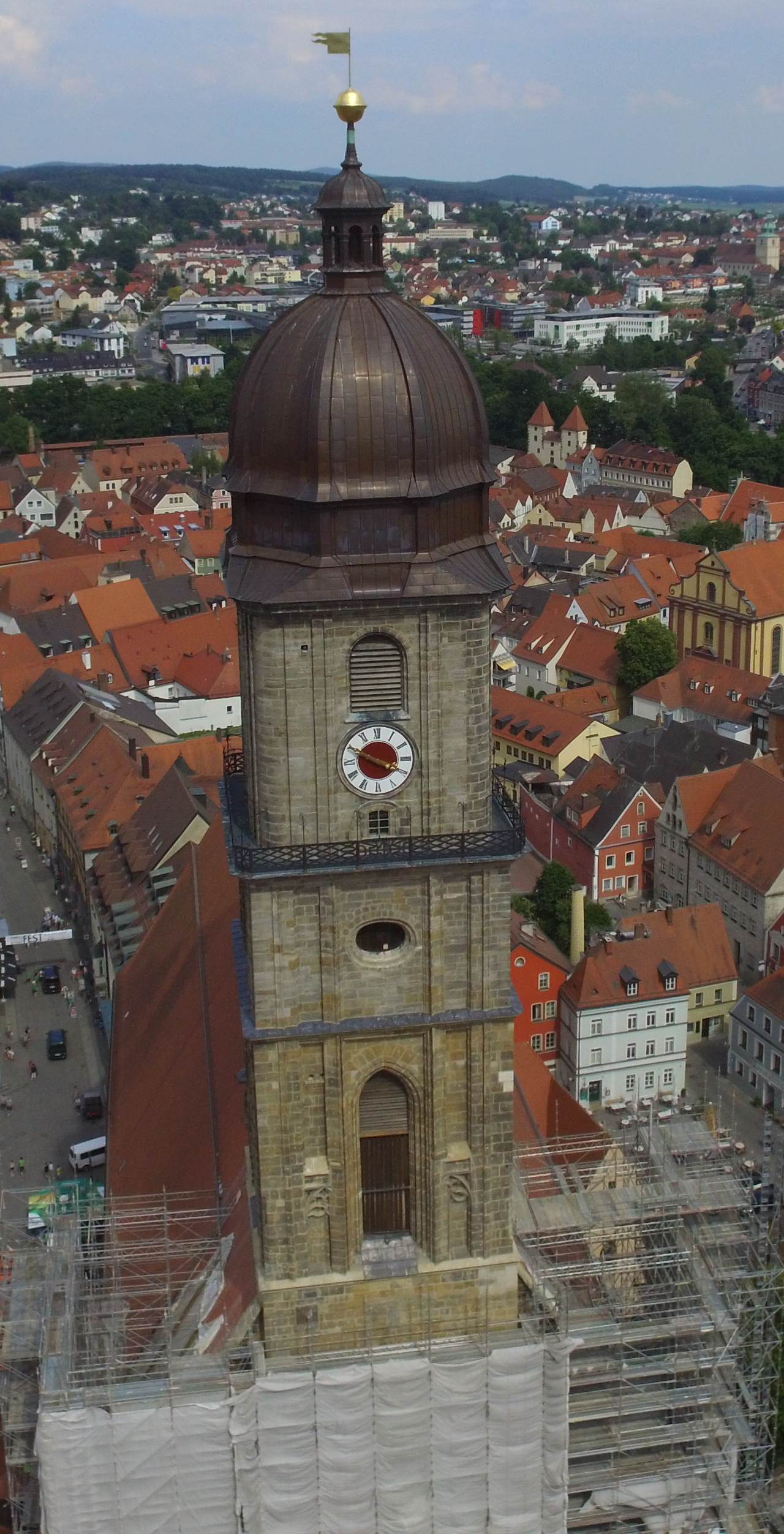
Basilika St. Martin von oben
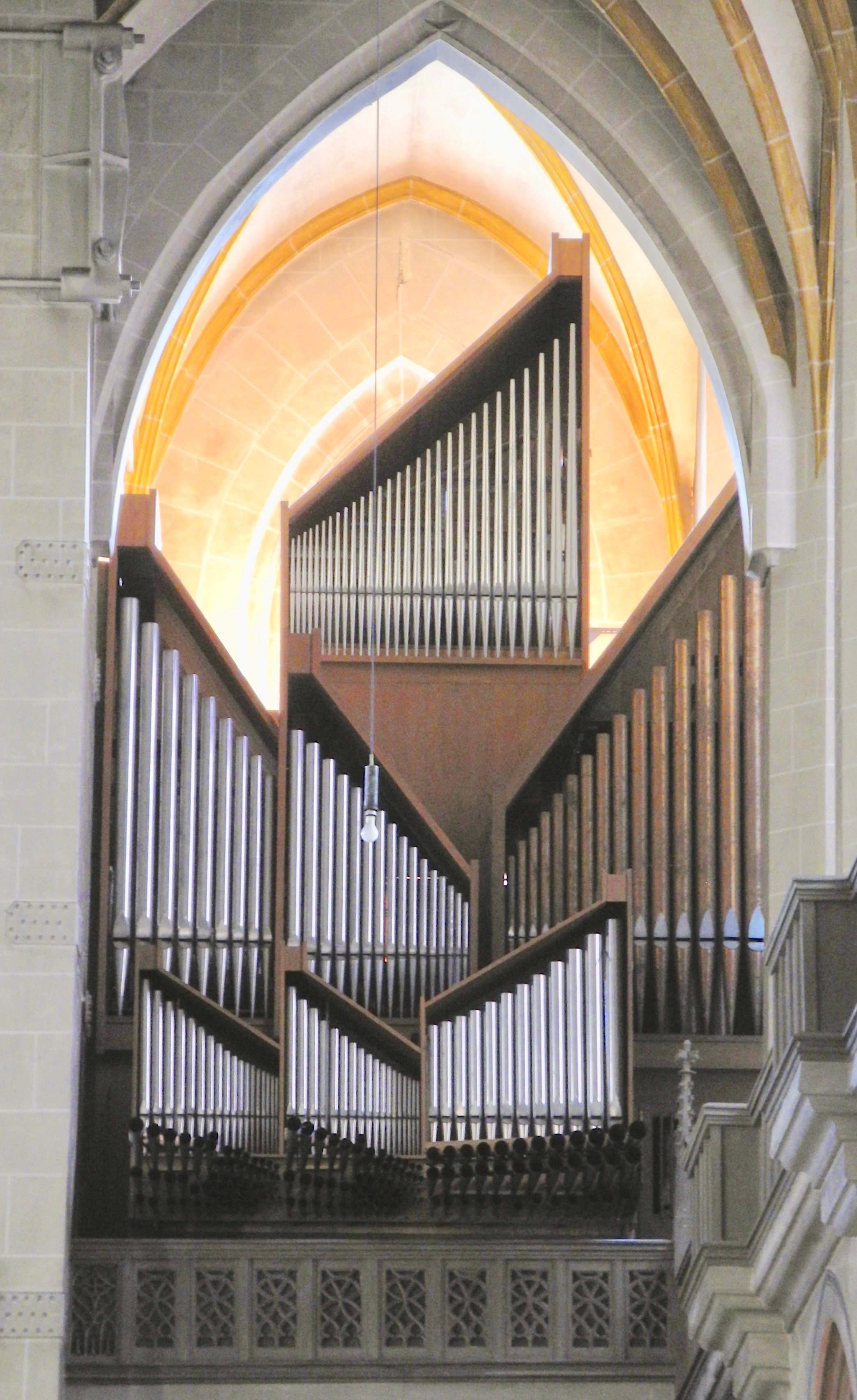
Die Walcker-Orgel im Seitenschiff Nord
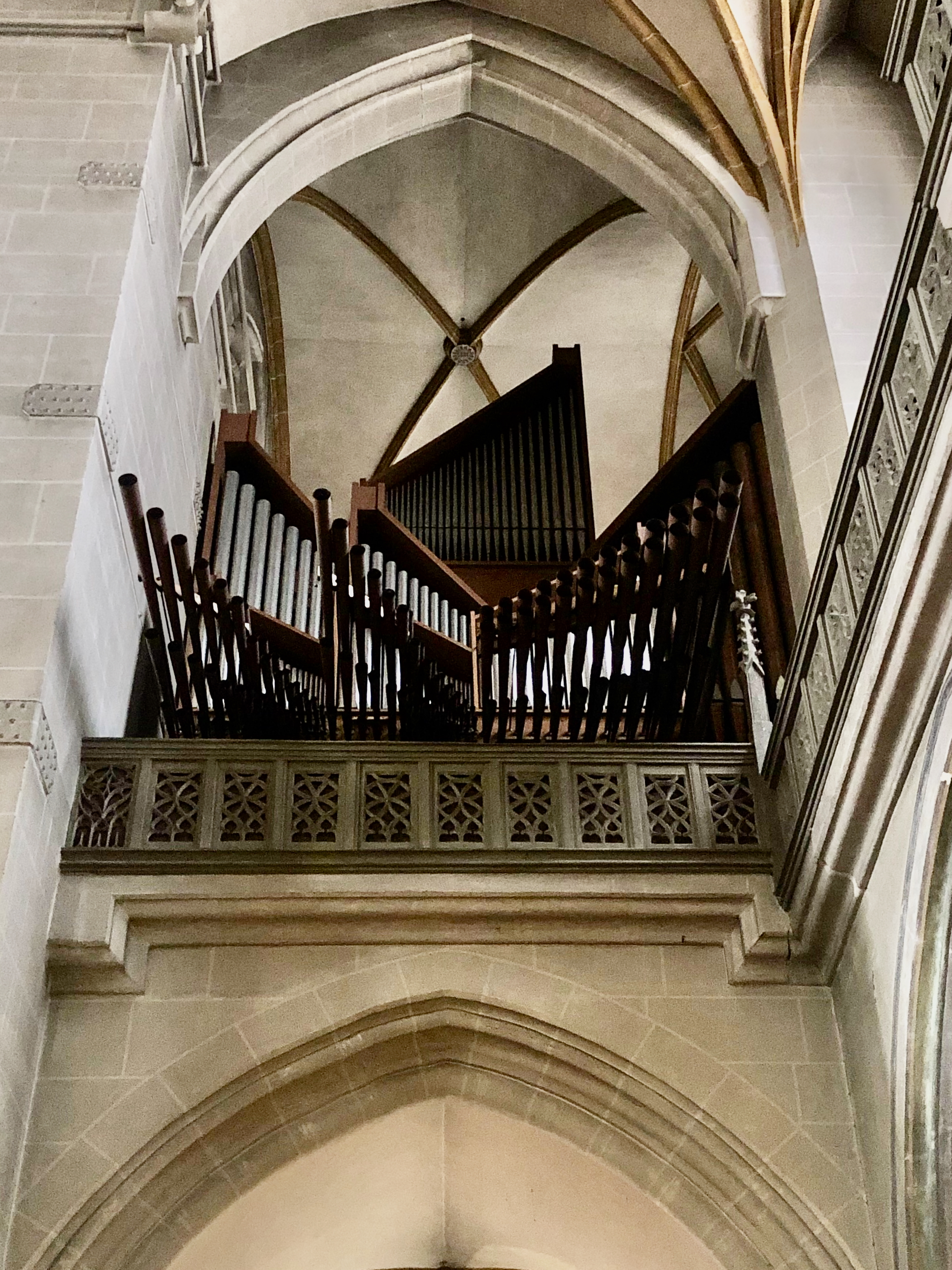
Orgel mit Bombardenwerk
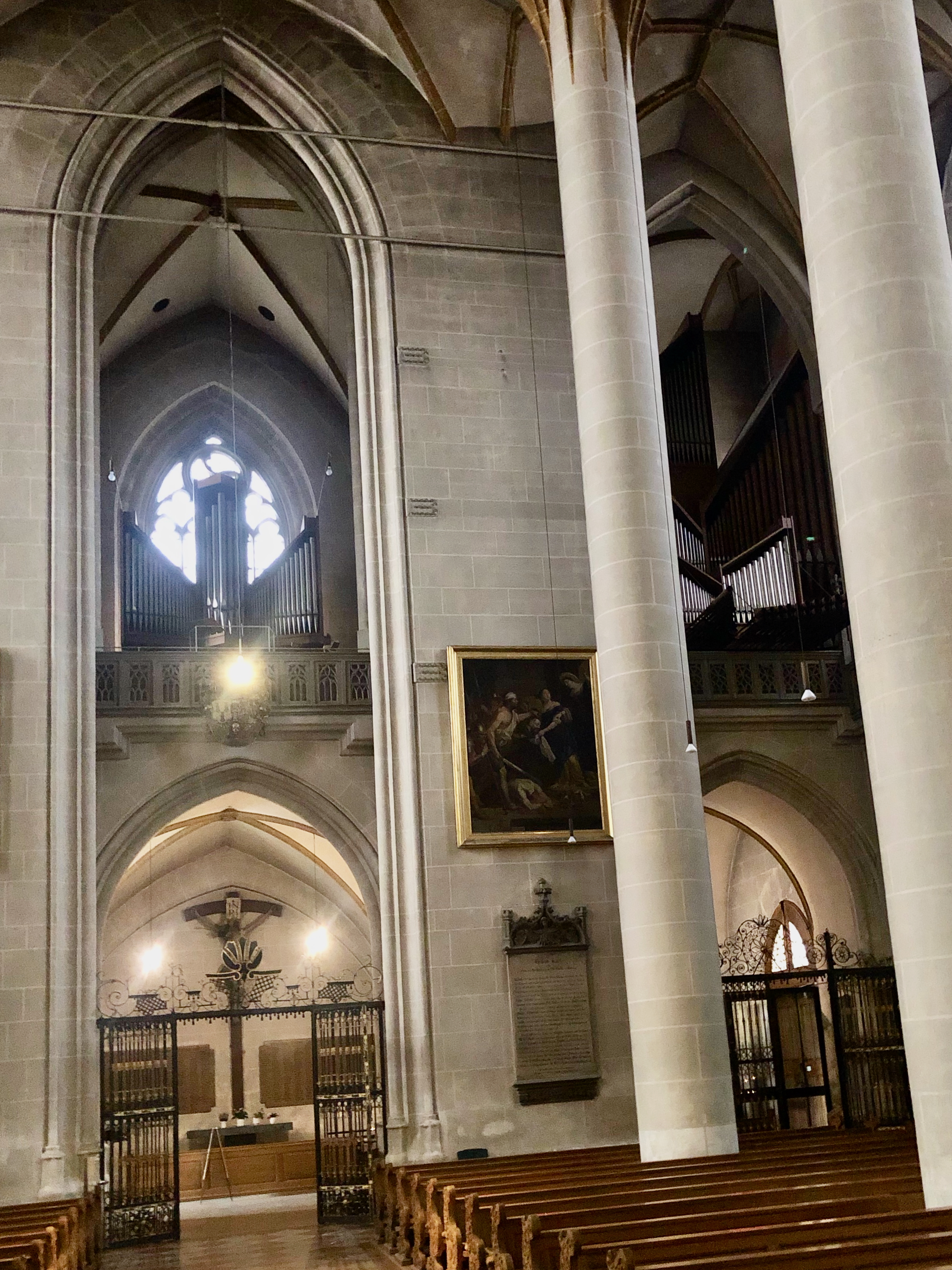
Schwellwerk im Turmbereich

## Orgel
Das Instrument wurde 1968 als Opus 4993 von der Firma E. F. Walcker in Ludwigsburg erbaut. Es hat mechanische Spiel- und elektrische Registertraktur.
1973 wurde es um ein dem Hauptgehäuse vorgelagertes Bombardenwerk mit elektrischer Traktur erweitert, spielbar vom I. Manual.
Eine ergänzende Chororgel ist in Planung, nachfolgend die Sanierung und Reorganisation der Hauptorgel.
| I Hauptwerk C–g3 |                |       |
| 1.               | Quintade       | 16′   |
| 2.               | Principal      | 8′    |
| 3.               | Gedackt        | 8′    |
| 4.               | Gemshorn       | 8′    |
| 5.               | Octave         | 4′    |
| 6.               | Hohlflöte      | 4′    |
| 7.               | Quinte         | 2 ⁄3′ |
| 8.               | Superoctav     | 2′    |
| 9.               | Kornett V      | 8′    |
| 10.              | Mixtur VI–VIII | 2'    |
| 11.              | Zimbel III     | 1⁄4′  |
| 12.              | Trompete       | 16′   |
| 13.              | Trompete       | 8′    |

| II Schwellwerk C–g3 |              |        |
| 14.                 | Bourdon      | 16′    |
| 15.                 | Principal    | 8′     |
| 16.                 | Koppelflöte  | 8′     |
| 17.                 | Weidenpfeife | 8′     |
| 18.                 | Octave       | 4′     |
| 19.                 | Kleingedackt | 4′     |
| 20.                 | Nasat        | 2 ⁄3′  |
| 21.                 | Flageolett   | 2′     |
| 22.                 | Terz         | 1 3⁄5′ |
| 23.                 | Oktävlein    | 1′     |
| 24.                 | Mixtur IV–VI | 1 ⁄3′  |
| 25.                 | Fagott       | 16′    |
| 26.                 | Vox Humana   | 8′     |
|                     | Tremulant    |        |

| III Kronwerk C–g3 |                |       |
| 27.               | Gedeckt        | 8′    |
| 28.               | Spitzgamba     | 8′    |
| 29.               | Principal      | 4′    |
| 30.               | Rohrflöte      | 4′    |
| 31.               | Octave         | 2′    |
| 32.               | Sesquialter II | 2 ⁄3′ |
| 33.               | Quinte         | 1 ⁄3′ |
| 34.               | Scharfzimbel V | 1′    |
| 35.               | Oboe           | 8′    |
| 36.               | Clairon        | 4′    |
|                   | Tremulant      |       |

| Pedal C–f1 |                 |         |
| 37.        | Principalbaß    | 16′     |
| 38.        | Subbaß          | 16′     |
| 39.        | Zartbaß         | 16′     |
| 40.        | Quintbaß        | 10 2⁄3′ |
| 41.        | Octavbaß        | 8′      |
| 42.        | Spitzflöte      | 8'      |
| 43.        | Choralbaß       | 4′      |
| 44.        | Rohrgedackt     | 4′      |
| 45.        | Mixtur V        | 2 ⁄3′   |
| 46.        | Bombarde        | 32′     |
| 47.        | Posaune         | 16′     |
| 48.        | Trompete        | 8′      |
| 49.        | Rohrschalmei    | 4′      |
| 50.        | Singend Kornett | 2′      |

| I Bombardenwerk C–g3 |                      |     |
| 51.                  | Horizontale Trompete | 16′ |
| 52.                  | Horizontale Trompete | 8′  |
| 53.                  | Horizontale Trompete | 4′  |
| 54.                  | Kornett VIII-X       | 8′  |

## Glocken
Der Glockenbestand der Basilika ist sehr wertvoll: Neun Bronze-Glocken aus der Zeit vom 14. bis zum 19. Jahrhundert hängen auf zwei Glockenstuben verteilt.
In der unteren Glockenstube hängt das Hauptgeläut. Die am 24. Juli 1318 gegossene Elferin ist die älteste Glocke an St. Martin. Sie bildet die Grundglocke für das Sonntagsgeläut; das Läuten der großen Unsres-Herrn-Glock ist den Hochfesten vorbehalten. Die kleine Sperrglocke ist gesprungen. Sie läutete vor der allabendlichen Schließung der Stadttore.
In der oberen Glockenstube befinden sich noch zwei Glocken in einem eigenen Glockenstuhl: die Feuerglocke und die Armesünderglocke. Die Feuerglocke konnte mit Hämmern an der Außenseite angeschlagen werden. Bis zum Jahre 1916 wirkte der letzte Türmer an St. Martin, zu dessen Aufgaben es zählte, die Feuerglocke im Falle der Brand- oder Feindesgefahr anzuschlagen.
Die kleinere Armesünderglocke wurde bei Hinrichtungen geläutet.
| Glocke              | Name                  | Gussjahr    | Gießer, Gussort                   | Durchmesser | Masse ≈ | Schlagton (HT-1⁄16) |
| ------------------- | --------------------- | ----------- | --------------------------------- | ----------- | ------- | ------------------- |
| Untere Glockenstube |                       |             |                                   |             |         |                     |
| 1                   | Unsres-Herrn-Glock    | 1537        | Hans III. Glockengießer, Nürnberg | 1760 mm     | 3500 kg | h°−2                |
| 2                   | Elferin               | 1318        | anonym (Nürnberger Schule)        | 1398 mm     | 1920 kg | dis′+6              |
| 3                   | Zwölferin (Martinus)  | 1515        | Hans III. Glockengießer, Nürnberg | 1162 mm     | 1000 kg | fis′+4              |
| 4                   | Vesperglocke          | 1399        | Hans Bayr, Regensburg             | 1148 mm     | 950 kg  | gis′+6              |
| 5                   | Sterbeglocke          | 1405        | anonym                            | 890 mm      | 370 kg  | c″−5                |
| 6                   | Messglocke (Martinus) | 1521        | Hans Stain, Amberg                | 660 mm      | 190 kg  | eis″−5              |
| 7                   | Sperrglocke           | 15./16. Jh. | anonym                            | 515 mm      | 90 kg   | gis″                |
| Obere Glockenstube  |                       |             |                                   |             |         |                     |
| 8                   | Feuerglocke           | 1519        | Hans Stain, Amberg                | 1000 mm     | 800 kg  | g′+2                |
| 9                   | Armesünderglocke      | 1897        | Gebrüder Klaus, Heidingsfeld      | 755 mm      | 290 kg  | c″+4                |